# Heliotropium digynum
Heliotropium digynum är en strävbladig växtart som först beskrevs av Peter Forsskål, och fick sitt nu gällande namn av Aschers. och C. Christ. Heliotropium digynum ingår i Heliotropsläktet som ingår i familjen strävbladiga växter. Inga underarter finns listade i Catalogue of Life.